# Diocesi di Killaloe

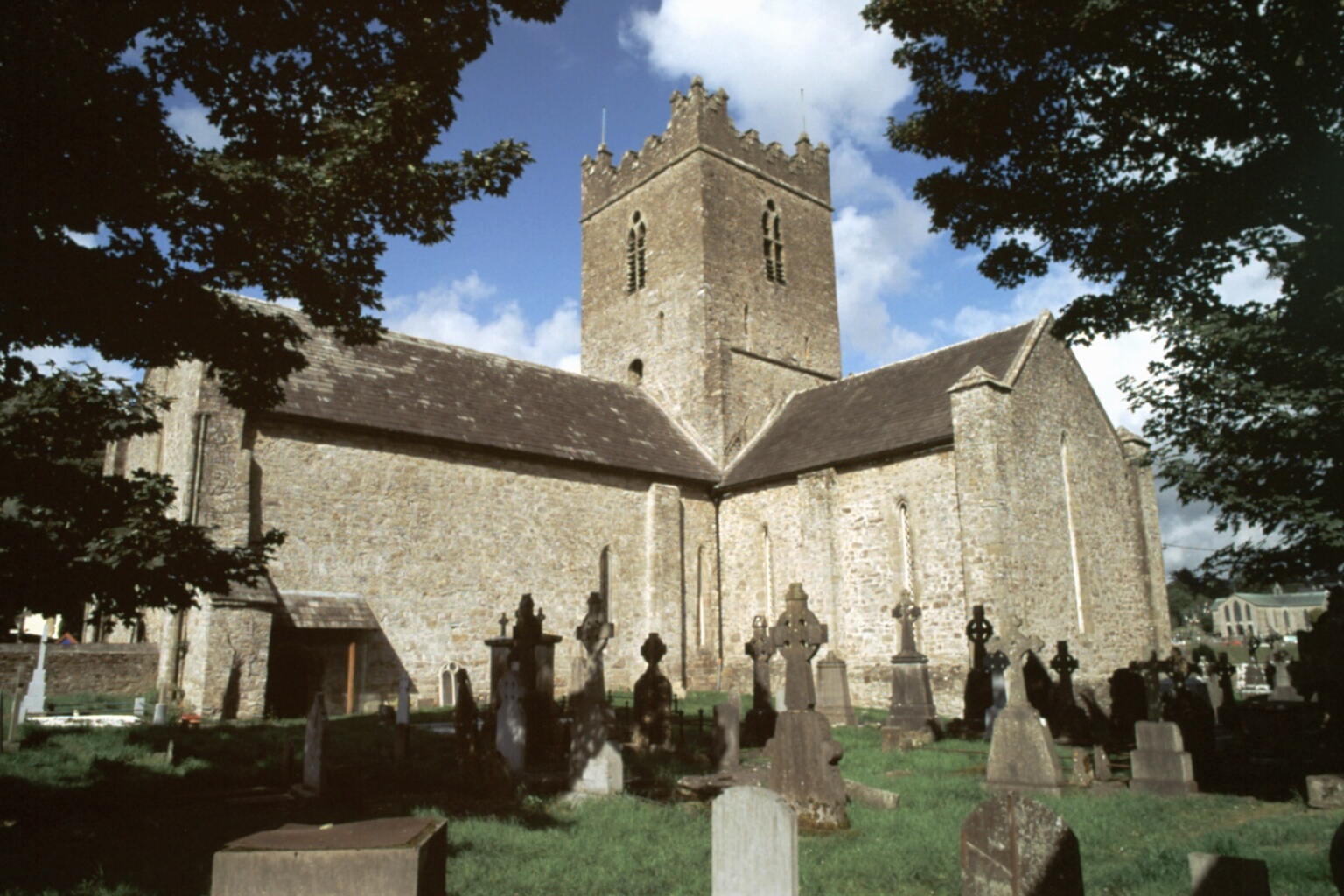
L'antica cattedrale di San Flannan a Killaloe, ora cattedrale della Chiesa d'Irlanda.

La diocesi di Killaloe (in latino Dioecesis Laoniensis) è una sede della Chiesa cattolica in Irlanda suffraganea dell'arcidiocesi di Cashel e Emly. Nel 2023 contava 124.981 battezzati su 140.716 abitanti. È retta dal vescovo Fintan Monahan.

## Territorio
La diocesi comprende parte delle contee irlandesi di Clare, Tipperary, Limerick, Offaly e Laois.
Sede vescovile è la città di Ennis, dove si trova la cattedrale dei Santi Pietro e Paolo.
Il territorio si estende su 4.523 km² ed è suddiviso in 58 parrocchie.

## Storia
Secondo la più antica Vita di san Flannano di Killaloe, databile al X secolo, l'origine della diocesi sarebbe legata alla fondazione di un monastero a Killaloe (Cell-da-Lua), ad opera di san Molua, cui succedette il discepolo san Flannano, il quale, durante un viaggio a Roma, sarebbe stato consacrato vescovo da papa Giovanni IV nel 639. Secondo F. Grannell questa vita non ha alcun valore storico e il monastero fu sostanzialmente insignificante fino al X secolo.
A partire dall'XI secolo sono noti alcuni abati-vescovi di Killaloe la cui giurisdizione si estendeva nella parte settentrionale della regione di Munster. In occasione della riorganizzazione della Chiesa irlandese sul modello di quella continentale, nel sinodo di Rathbreasail del 1111, su pressione del re irlandese Brian Boruma, Killaloe fu confermata come diocesi, a cui furono annessi parte dei territori e delle chiese che dipendevano dalle sedi monastiche di Roscrea e di Inniscathy.
Tuttavia gli abati di questi due monasteri non accettarono di buon cuore la fine delle loro prerogative episcopali. Infatti nel sinodo di Kells del 1152 furono restaurate le diocesi di Roscrea e di Inniscathy, ma con la clausola che alla morte dei loro abati o dei loro successori, sarebbero diventate dei semplici decanati delle diocesi dove si trovavano. A Kells fu stabilito che Killaloe divenisse suffraganea dell'arcidiocesi di Cashel.
Nel 1160 fu costruita la cattedrale di San Flannan, che rimase la cattedrale cattolica di Killaloe fino al regno di Elisabetta I, quando passò ai anglicani. Nel 1212 è documentato per la prima volta un capitolo dei canonici della cattedrale, forse ancora monastico; un capitolo secolare è menzionato con certezza nel 1253, costituito da un arcidiacono, un cantore, un cancelliere e 7 prebendari.
Nel 1216 un inglese, Robert Travers, fu eletto e consacrato vescovo, ma la Santa Sede annullò l'elezione per laicam potentiam intrusus, ossia perché imposto dai laici e non liberamente eletto. In genere, tutti i vescovi di Killaloe furono irlandesi.
All'inizio del XIV secolo il re inglese Edoardo II (1307-1327), desideroso di controllare meglio la Chiesa cattolica irlandese, propose al papa la fusione della diocesi di Killaloe con quella di Cashel, ma il progetto non andò in porto.
A metà del XV secolo il vescovo Donato O'Brien fu scomunicato perché non aveva pagato la tassa dovuta alla Santa Sede per la sua nomina; sembra che abbia comunque continuato a governare la sua diocesi fino alla morte. La tassa di nomina riflette le rendite della diocesi ed è una misura approssimativa e indiretta della popolazione: in quest'epoca la tassa dovuta dai vescovi di Killaloe era di 100 fiorini, certamente più dei 40 che dovevano i vescovi di Killala, ma molto meno dei 2.600 fiorini che pagavano i vescovi di Dublino.
Durante lo scisma anglicano il vescovo James O'Corrin appoggiò il partito di Enrico VIII e perciò fu deposto da Roma, che affidò momentaneamente la diocesi in amministrazione ai vescovi di Clonmacnois.
Cornelius Ryan, vescovo dal 1576 al 1616 organizzò la resistenza dei cattolici irlandesi capeggiati dal conte di Desmond, ottenendo anche il soccorso di papa Gregorio XIII e di Filippo II di Spagna. L'impresa del conte di Desmond non ebbe però successo e il vescovo dovette recarsi esule a Lisbona.
Nel Seicento la diocesi restò per diversi periodi vacante e amministrata da vicari capitolari. Nel 1671 fu nominato vescovo John O'Mollony, dottore alla Sorbona, uno dei fondatori dei seminario irlandese di Parigi. Trasferito a Limerick nel 1689, continuò ad amministrare la sua vecchia diocesi fino al 1697, quando fu espulso dall'Irlanda.
A partire dal Settecento, in un clima sempre più crescente di tolleranza, la serie episcopale di Killaloe riprese con continuità.
Agli inizi dell'Ottocento i vescovi fissarono la loro residenza a Ennis, capoluogo della contea di Clare, dove fu eretta la cattedrale dei Santi Pietro e Paolo. Un decreto della Santa Sede dell'11 febbraio 1903 ristabilì il capitolo dei canonici, soppresso da più di tre secoli.

## Cronotassi dei vescovi
Si omettono i periodi di sede vacante non superiori ai 2 anni o non storicamente accertati.
- San Flannano † (menzionato circa 640/650)
- Carmacan O'Muilcashel † (? - 1019 deceduto)
- O'Gernidider † (? - 1055 deceduto)
- Thady O'Teige † (? - 1083 deceduto)
- Donat O'Conang † (? - 1131 nominato arcivescovo di Cashel)
- Donat O'Lonargan † (? - prima del 1152 nominato arcivescovo di Cashel)
- Thady O'Lonergan † (? - 1161 deceduto)
- Donat O'Brien † (1161 - 1165 deceduto)
- Constantine O'Brien † (prima del 1179 - 1194 deceduto)
- Dermod O'Coning † (? - 1195 deposto)
- Charles O'Heney † (1195 - 1209 deceduto)
- Geoffrey March † (1213 - ?)
- Cornelius O'Heney † (prima del 1215 - 1216 deceduto)[4]
  - Robert Travers † (1216 - 1221 deposto) (illegittimo)
  - David † (5 gennaio 1218 - ? deceduto) (vescovo eletto)
- Donald O'Heney † (1221 - ? deceduto)
- Donald O'Kennedy † (1231 - 1252 deceduto)[5]
- Isaac O'Cormacain † (21 o 23 giugno 1253 - 1267 dimesso)
- Matthew O'Hogain † (dopo il 10 novembre 1267 - agosto 1281 deceduto)
- Maurice O'Hogain † (23 novembre 1281 - prima di ottobre 1298 deceduto)
- David MacMahon † (7 gennaio 1299 - 9 febbraio 1317 deceduto)
- Thomas O'Cormacain I † (2 luglio 1317 - 31 luglio 1322 deceduto)
- Benedict O'Coscry † (1º agosto 1323 - 1325 o 1326 deceduto)
- David MacBrian † (25 maggio 1326 - 12 dicembre 1342 deceduto)
- Thomas O'Hogain † (1343 - 30 ottobre 1354 deceduto)
- Thomas O'Cormacain II † (27 maggio 1355 - 1382 o 1387 deceduto)
- Matthew MacGrath † (prima di agosto 1389 - prima di febbraio 1400)
- Donat Mag Raith † (8 febbraio 1400 - circa 1418 deposto)
  - Robert de Mulfield, O.Cist. † (11 settembre 1409 - ?) (antivescovo)[6]
- Eugene O'Falan † (6 luglio 1418 - 1423 dimesso)
- Thady MacGrath † (25 ottobre 1423 - 1429 deceduto)
- James O'Lonergan † (9 dicembre 1429 - dopo il 1441 dimesso)
- Terence (o Donato) O'Brien I † (26 luglio 1443 - prima di agosto 1460 deceduto)
- Thady MacRaidi † (18 agosto 1460 - dopo il 1461 deceduto)
- Matthew O'Griffa † (23 maggio 1463 - 1483 deceduto)
- Terence O'Brien II † (19 settembre 1483 - 1525 deceduto)
- James O'Corrin † (24 agosto 1526 - circa 1539 deposto)
  - Sede amministrata dai vescovi di Clonmacnois (1539-1542)
- Terence O'Brien † (5 maggio 1542 - 1569 deceduto)
- Malachy O'Moloney † (10 gennaio 1571 - 22 agosto 1576 nominato vescovo di Kilmacduagh)
- Cornelius Ryan, O.F.M.Obs. † (22 agosto 1576 - 1616 deceduto)
  - Sede vacante (1616-1630)
- John O'Mollony I † (12 agosto 1630 - dopo ottobre 1651 deceduto)
  - Sede vacante (?-1671)
- John O'Mollony II † (26 maggio 1671 - 24 gennaio 1689 nominato vescovo di Limerick)
  - Sede vacante (1689-1712)
- Eustace Brown † (16 luglio 1712 - 28 settembre 1723 deposto)
- Terence MacMahon † (16 dicembre 1724 - ?)
- Sylvester Lloyd, O.F.M.Ref. † (25 settembre 1728 - 29 maggio 1739 nominato vescovo di Waterford e Lismore)
- Patrick MacDonogh † (14 agosto 1739 - 25 febbraio 1752 deceduto)
  - Patrick O'Naghten † (12 maggio 1752 - ? dimesso) (vescovo eletto)
  - Nicholas Madgett † (11 dicembre 1752 - 23 febbraio 1753 nominato vescovo di Ardfert e Aghadoe) (vescovo eletto)
- William O'Meara † (23 febbraio 1753 - 1764 deceduto)
- Michael Peter MacMahon, O.P. † (5 giugno 1765 - 20 febbraio 1807 deceduto)
- James O'Shaughnessy † (20 febbraio 1807 succeduto - 5 agosto 1828 deceduto)
- Patrick MacMahon † (5 agosto 1828 succeduto - 7 giugno 1836 deceduto)
- Patrick Kennedy † (7 giugno 1836 succeduto - 19 novembre 1851 deceduto)
- Daniel Vaughan † (24 marzo 1851 - 29 luglio 1859 deceduto)
- Michael Flannery † (29 luglio 1859 succeduto - 19 giugno 1891 deceduto)
- Thomas J. MacRedmond † (19 giugno 1891 succeduto - 5 aprile 1904 deceduto)
- Michael Fogarty † (12 luglio 1904 - 25 ottobre 1955 deceduto)
- Joseph Rodgers † (29 ottobre 1955 succeduto - 9 luglio 1966 deceduto)
- Michael Anthony Harty † (28 settembre 1967 - 2 ottobre 1994 deceduto)
- William Walsh † (2 ottobre 1994 succeduto - 18 maggio 2010 ritirato)
- Kieran O'Reilly, S.M.A. (18 maggio 2010 - 22 novembre 2014 nominato arcivescovo di Cashel)
- Fintan Monahan, dal 29 luglio 2016

## Statistiche
La diocesi nel 2023 su una popolazione di 140.716 persone contava 124.981 battezzati, corrispondenti all'88,8% del totale.
| anno | popolazione | popolazione | popolazione | presbiteri | presbiteri | presbiteri | presbiteri                | diaconi | religiosi | religiosi | parrocchie |
| anno | battezzati  | totale      | %           | numero     | secolari   | regolari   | battezzati per presbitero | diaconi | uomini    | donne     | parrocchie |
| ---- | ----------- | ----------- | ----------- | ---------- | ---------- | ---------- | ------------------------- | ------- | --------- | --------- | ---------- |
| 1950 | 107.000     | 116.000     | 92,2        | 203        | 161        | 42         | 527                       |         | 80        | 295       | 57         |
| 1970 | 98.184      | 101.006     | 97,2        | 205        | 160        | 45         | 478                       |         | 94        | 500       | 58         |
| 1980 | 109.782     | 112.394     | 97,7        | 200        | 160        | 40         | 548                       |         | 98        | 473       | 58         |
| 1990 | 112.222     | 115.305     | 97,3        | 191        | 156        | 35         | 587                       |         | 83        | 339       | 59         |
| 1999 | 109.306     | 115.061     | 95,0        | 164        | 138        | 26         | 666                       |         | 53        | 250       | 58         |
| 2000 | 109.458     | 113.804     | 96,2        | 165        | 138        | 27         | 663                       |         | 53        | 245       | 58         |
| 2001 | 109.521     | 114.215     | 95,9        | 159        | 132        | 27         | 688                       |         | 51        | 235       | 58         |
| 2002 | 110.170     | 120.878     | 91,1        | 154        | 128        | 26         | 715                       |         | 48        | 228       | 58         |
| 2003 | 110.670     | 120.878     | 91,6        | 149        | 124        | 25         | 742                       |         | 45        | 220       | 58         |
| 2004 | 113.067     | 120.878     | 93,5        | 147        | 123        | 24         | 769                       |         | 44        | 210       | 58         |
| 2006 | 113.774     | 121.374     | 93,7        | 142        | 119        | 23         | 801                       |         | 42        | 189       | 58         |
| 2013 | 117.972     | 127.792     | 92,3        | 132        | 108        | 24         | 893                       |         | 51        | 172       | 58         |
| 2016 | 119.313     | 129.436     | 92,2        | 107        | 95         | 12         | 1.115                     |         | 36        | 160       | 58         |
| 2019 | 113.300     | 125.437     | 90,3        | 108        | 91         | 17         | 1.049                     |         | 38        | 141       | 58         |
| 2021 | 101.837     | 126.896     | 80,3        | 84         | 84         |            | 1.212                     |         | 17        | 134       | 58         |
| 2023 | 124.981     | 140.716     | 88,8        | 82         | 78         | 4          | 1.524                     | 1       | 20        | 128       | 58         |